# Премія Франца Кафки
Премія Франца Кафки (чеськ. Cena Franze Kafky) — міжнародна літературна премія, яку присуджують чеське Товариство Франца Кафки спільно з міською адміністрацією Праги в пам'ять про те, що в цьому місті жив Франц Кафка. 

## Історія
Премію засновано в 2001 році. Це перша чеська міжнародна літературна нагорода світового значення та одна з найпрестижніших нагород. Лауреатам вручається грошова премія в розмірі близько 10 000 доларів США та бронзова статуетка — мініатюрна копія празького пам'ятника Кафці.
Першим лауреатом премії став американський письменник Філіп Рот.

## Лауреати
| Рік  | Ім'я            | Зображення | Країна походження | Мова твору        |
| ---- | --------------- | ---------- | ----------------- | ----------------- |
| 2020 | Мілан Кундера   |            | Франція/ Чехія    | Французька/чеська |
| 2019 | П'єр Мішон      |            | Франція           | Французька        |
| 2018 | Іван Верніш     |            | Чехія             | Чеська            |
| 2017 | Маргарет Етвуд  |            | Канада            | англійська        |
| 2016 | Клаудіо Магріс  |            | Італія            | італійська        |
| 2015 | Едуардо Мендоса |            | Іспанія           | іспанська         |
| 2014 | Янь Ляньке      |            | КНР               | китайська         |
| 2013 | Амос Оз         |            | Ізраїль           | іврит             |
| 2012 | Даніела Годрова |            | Чехія             | чеська            |
| 2011 | Джон Бенвілл    |            | Ірландія          | англійська        |
| 2010 | Вацлав Гавел    |            | Чехія             | чеська            |
| 2009 | Петер Гандке    |            | Австрія           | німецька          |
| 2008 | Арношт Лустіг   |            | Чехія             | чеська            |
| 2007 | Ів Бонфуа       |            | Франція           | французька        |
| 2006 | Харукі Муракамі |            | Японія            | японська          |
| 2005 | Гарольд Пінтер  |            | Велика Британія   | англійська        |
| 2004 | Ельфріда Єлінек |            | Австрія           | німецька          |
| 2003 | Петер Надаш     |            | Угорщина          | угорська          |
| 2002 | Іван Кліма      |            | Чехія             | чеська            |
| 2001 | Філіп Рот       |            | США               | англійська        |

## Переможці за країною
| Чехія           | 6  |
| Франція         | 3  |
| Австрія         | 2  |
| КНР             | 1  |
| Угорщина        | 1  |
| Ірландія        | 1  |
| Ізраїль         | 1  |
| Італія          | 1  |
| Японія          | 1  |
| Іспанія         | 1  |
| Велика Британія | 1  |
| США             | 1  |
| Канада          | 1  |
| Усього          | 21 |